# Lise-Marie Morerod
Lise-Marie Morerod, née le 16 avril 1956 à Ormont-Dessus, est une skieuse alpine suisse originaire des Diablerets. Elle est en 1977 la première skieuse suisse à remporter le gros globe de cristal du classement général de la Coupe du monde. 

## Biographie
Lise-Marie Morerod brillait dans les épreuves techniques, le géant et le slalom.
En 1972, à seulement 16 ans et demi, elle devient championne de Suisse en géant et devance Marie-Theres Nadig, la championne olympique de la spécialité.
En 1977, elle remporte la coupe du monde de ski.
Sa carrière subit un grave coup d'arrêt en 1978. Lise-Marie est victime le 22 juillet 1978 d'un grave accident de voiture près de Vernayaz, qui la plonge pendant trois semaines dans le coma. Avec d'importants traumatismes et fractures, elle reste à l'hôpital durant 6 mois et doit entamer une rééducation.
Elle revient dans le circuit de la coupe du monde durant la saison 1980 sans toutefois parvenir à retrouver son meilleur niveau. Elle manque de peu la qualification pour les Jeux Olympiques 1980 à Lake Placid. Elle met ensuite un terme à sa carrière.
En 2007, elle vit à Leysin et donne des cours de ski.

## Palmarès

### Jeux olympiques d'hiver
| Épreuve / Édition | Descente | Slalom géant | Slalom  |
| JO 1976 Innsbruck | —        | 4e           | Abandon |

### Championnats du monde
| Épreuve / Édition                    | Descente | Slalom géant | Slalom  | Combiné |
| Mondiaux 1974 Saint-Moritz           | —        | Abandon      | Bronze  | —       |
| JO 1976 Innsbruck                    | —        | 4e           | Abandon | —       |
| Mondiaux 1978 Garmisch-Partenkirchen | —        | Argent       | 7e      | —       |

### Coupe du monde
- Vainqueur du classement général en 1977
  - Vainqueur de la coupe du monde de géant en 1976, 1977 et 1978
  - Vainqueur de la coupe du monde de slalom en 1975 et 1977
  - 24 victoires : 14 géants et 10 slaloms
  - 41 podiums

#### Différents classements en Coupe du monde
| Année/Classement | Année/Classement | Général | Général | Descente | Descente | Géant  | Géant  | Slalom | Slalom | Combiné | Combiné |
| ---------------- | ---------------- | ------- | ------- | -------- | -------- | ------ | ------ | ------ | ------ | ------- | ------- |
| Année/Classement | Année/Classement | Class.  | Points  | Class.   | Points   | Class. | Points | Class. | Points | Class.  | Points  |
| 1973             | 1973             | 33e     | 10      | -        | -        | 19e    | 10     | -      | -      | -       | -       |
| 1974             | 1974             | 8e      | 77      | -        | -        | 4e     | 55     | 9e     | 22     | -       | -       |
| 1975             | 1975             | 7e      | 141     | -        | -        | 4e     | 53     | 1re    | 95     | -       | -       |
| 1976             | 1976             | 2e      | 214     | -        | -        | 1re    | 120    | 2e     | 90     | -       | -       |
| 1977             | 1977             | 1re     | 319     | -        | -        | 1re    | 125    | 1re    | 106    | -       | -       |
| 1978             | 1978             | 3e      | 135     | -        | -        | 1re    | 115    | 4e     | 71     | -       | -       |
| 1980             | 1980             | 59e     | 5       | -        | -        | 28e    | 5      | -      | -      | -       | -       |

#### Détail des victoires
| Édition / Épreuve | Descente | Géant                                                              | Slalom                                                              | Combiné | Total |
| 1975              | -        | Sun Valley                                                         | Garmisch-Partenkirchen Saint-Gervais (Arlberg-Kandahar) Val Gardena | -       | 4     |
| 1976              | -        | Val d'Isère Les Gets Kranjska Gora Aspen                           | Aprica Les Diablerets Kranjska Gora                                 | -       | 7     |
| 1977              | –        | Val d'Isère Arosa Maribor Sun Valley Sierra Nevada                 | Cortina d'Ampezzo Oberstaufen Schruns                               | -       | 8     |
| 1978              | -        | Val d'Isère Les Mosses Megève (Arlberg-Kandahar) Waterville Valley | Bad Gastein                                                         | -       | 5     |
| Total             | 0        | 14                                                                 | 10                                                                  | 0       | 24    |

### Arlberg-Kandahar
- Vainqueur du Kandahar 1978 à Megève/Saint-Gervais
  - Vainqueur du géant 1978 à Megève
  - Vainqueur du slalom 1975 à Saint-Gervais